# Piperidin
Piperidin är en heterocyklisk amin bestående av en sexledad ring med fem metylenbryggor (–CH2–) och en aminbrygga (–NH–). Ämnet har en karakteristisk lukt och känns på grund av sina basiska egenskaper tvåligt om det gnids mellan fingrarna då fetter i och på huden förtvålas. Namnet kommer från att det finns bland annat i svartpeppar (Piper sp.). Även om piperidin är en vanlig organisk förening, är den mest känd som ett representativt strukturelement inom många läkemedel och alkaloider, såsom naturligt förekommande solenopsiner.

## Framställning
Piperidin rapporterades första gången 1850 av den skotske kemisten Thomas Anderson och igen, oberoende, 1852 av den franske kemisten Auguste Cahours, som namngav det. Båda fick piperidin genom att reagera piperin med salpetersyra.
Industriellt produceras piperidin genom hydrering av pyridin, vanligtvis över en molybdendisulfidkatalysator:
C5H5N + 3 H2 → C5H10NH
Pyridin kan också reduceras till piperidin via en modifierad Björk-reduktion med natrium i etanol.

## Naturlig förekomst av piperidin och derivat
Piperidin i sig har erhållits från svartpeppar, från Psilocaulon absimile (Aizoaceae), och i Petrosimonia monandra.
Den strukturella piperidinbilden finns i många naturliga alkaloider. Bland dessa finns piperin, som ger svartpeppar dess kryddiga smak och som gav föreningen dess namn. Andra exempel är eldmyrgiftet solenopsin, nikotinanalogen anabasin från trädtobak (Nicotiana glauca), lobelin från läkelobelia och den giftiga alkaloiden koniin från odört, som användes för att döda Sokrates.

## Egenskaper
Piperidin föredrar en cyklohexankonformation, liknande cyklohexan. Till skillnad från cyklohexan har piperidin två särskiljbara konformationer, en med N-H-bindningen i en axiell position och den andra i en ekvatoriell position. Efter mycket kontroverser under 1950-1970-talet visade sig ekvatorialkonformationen vara mer stabil med 0,72 kcal/mol i gasfasen. I opolära lösningsmedel har ett intervall mellan 0,2 och 0,6 kcal/mol uppskattats, men i polära lösningsmedel kan den axiella konformatorn vara mer stabil. De två konformationerna konverterar snabbt genom kväveinversion. Den fria energiaktiveringsbarriären för denna process, uppskattad till 6,1 kcal/mol, är väsentligt lägre än 10,4 kcal/mol för ringinversion. När det gäller N -metylpiperidin föredras ekvatorialkonformationen med 3,16 kcal/mol, vilket är mycket större än preferensen i metylcyklohexan, 1,74 kcal/mol.
|                   |                          |
| Axialkonformation | Ekvatoriell konformation |

## Användning
Piperidin används ofta för att omvandla ketoner till enaminer. Enaminer som härrör från piperidin är substrat i Stork-enaminalkyleringsreaktionen.
Vid behandling med kalciumhypoklorit omvandlas piperidin till N-kloropiperidin, en kloramin med formeln C5H10NCl. Den resulterande kloraminen genomgår dehydrohalogenering för att ge den cykliska iminen.
Piperidin används som lösningsmedel och som bas. Detsamma gäller för vissa derivat, där N-formylpiperidin är ett polärt aprotiskt lösningsmedel med bättre kolvätelöslighet än andra amidlösningsmedel, och 2,2,6,6-tetrametylpiperidin är en starkt steriskt hindrad bas, användbar på grund av dess låga nukleofilicitet och höga löslighet i organiska lösningsmedel.
En betydande industriell tillämpning av piperidin är för framställning av dipiperidinylditiuramtetrasulfid, som används som en accelerator för svavelvulkanisering av gummi.

## Säkerhet
Piperidin är listat som en tabell II-prekursor under Narkotikabrottskonventionen på grund av dess användning (nådde en topp på 1970-talet) vid hemlig tillverkning av PCP (1-(1-fenylcyklohexyl)piperidin, även känt som ängladamm, sherms, wet, etc.).